# Ludolf von Rostorf
Ludolf I. von Rostorf (auch: von Rosdorf; * um 1240 auf der Burg Hardenberg; † 1304 in Minden) war von 1295 bis 1304 Bischof von Minden.

## Leben
Ludolf I. wurde um 1240 als Sohn Dethards I. von Rosdorf auf Burg Hardenberg geboren. Sein Großvater, Konrad III., war von 1240 bis 1248 Mainzer Ministerialer auf Burg Hardenberg, sein Vater Dethard I. von 1250 bis 1261. Gemeinsam mit seinem Bruder Bernhard I. von Rosdorf wurde er früh für das geistliche Amt bestimmt. Sein Onkel, Konrad IV. von Rosdorf, war ebenfalls Geistlicher und wirkte als Propst des St. Alexanderstifts zu Einbeck. Ein Großonkel, Graf Günther I. von Schwalenberg, war 1277/78 Erzbischof von Magdeburg und von 1307 bis 1310 Bischof von Paderborn. Ein weiterer Onkel, der Bruder seines Schwagers, Graf Volkwin V. von Schwalenberg, war von 1275 bis 1293 Ludolf I. Vorgänger als Bischof von Minden.
Seit 1280 war Ludolf I. Mindener Domherr, seit 1284 folgte er seinem verstorbenen Bruder Bernhard I. als Archidiakon von Ohsen. Von 1292 bis 1295 wirkte Ludolf I. zusätzlich als Propst zu Hameln. Nachdem sein Onkel Volkwin V. am 4. Mai 1293 verstorben war, konnte sich Ludolf I. noch nicht als Bischof in Minden durchsetzen. Zu stark war die Furcht der Mitglieder anderer Adelsgeschlechter im Kreis der Domherren, mit seiner Wahl eine Art von Familiendynastie zu begründen. Tatsächlich kam es dann aber, nach dem kurzen Intermezzo durch Konrad II. von Wardenberg (1293–1295), doch zur Wahl Ludolfs I. von Rosdorf, der damit als zweiter aus dem Hause Schwalenberg/Rosdorf folgte und seinerseits 1304 von seinem Großneffen, Gottfried von Waldeck aus einer Seitenlinie der Schwalenberger, „beerbt“ wurde. Somit bestimmte diese Familie für rund 50 Jahre die Geschicke im Hochstift Minden.
Ludolf I. erste Amtshandlung bestand darin, am 27. September 1295 den verpfändeten Stiftsanteil an der Burg Reineberg bei Lübbecke auszulösen. Anschließend brach der Konflikt mit dem Bischof von Osnabrück sowie den Grafen von Hoya wegen Burg Steyerberg bei Nienburg erneut aus. Ludolf I. wandte sich in dieser wie drei weiteren Rechtsfragen an König Adolf I. von Nassau, der im Herbst 1295 und November 1296 positive Entscheidungen zu Gunsten Ludolfs I. fällte. Dieser lehnte daraufhin einen vom Erzbischof von Bremen vorgeschlagenen „faulen“ Kompromiss ab. Schließlich konnte er einen neuerlichen Krieg mit Hoya jedoch nur vermeiden, indem er gewisse Zugeständnisse machte. Doch der Konflikt brach 1302 erneut aus, und Ludolf I. bat die Herzöge von Sachsen um militärische Hilfe gegen die Grafen von Hoya.
Die Westgrenze seines kleinen Reiches stabilisierte er, indem er die Stadt Lübbecke mit einer Stadtmauer versehen ließ, das Andreasstift von Neustadt a.Rbg. nach dort verlegte und einen Friedensvertrag mit dem Bischof von Osnabrück sowie der Stadt Herford schloss.
Im Zusammenhang mit der Besetzung des Kölner Erzbischofstuhls nach dem Tod Siegfried von Westerburgs erhielt Ludolf I. am 9. September 1297 von Papst Bonifaz VIII. den Befehl, in seiner Eigenschaft als sächsischer Suffragan des Erzbistums Köln Wikbold von Holte, dem Kandidaten für das Amt des Erzbischofs, das Pallium im Auftrag des Papstes nach erfolgter Weihe zu überreichen. Auch König Adolf I. von Nassau setzte sich nachdrücklich für die Wahl Wikbolds ein und bot Ludolf I. im Gegenzug für dessen Unterstützung am 19. Oktober 1297 an, sich seinerseits für Belange des Bistums Minden zu verwenden. König Adolf I. hielt Wort, wie spätere Entscheidungen zugunsten Mindens und Ludolf I. zeigen.
Ludolf gründete das Kloster Egestorf, heute Friedrichsburg bei Rinteln, baute die Burg Bokeloh und erließ wichtige Statuten für sein Bistum, so zur Disziplin der Domherren, der Pfründenverwaltung etc.
Gemeinsam mit dem auf drei Jahre verbündeten Herzog Otto II. von Braunschweig-Lüneburg unterwarf Ludolf I. 1299/1300 die Grafen von Roden und Wunstorf. Im Vertrag zwischen Bischof und Herzog wird die Leine als Grenze beider Einflussgebiete festgelegt. „Letztendlich scheiterte dieser letzte große territorialpolitische Versuch eines Mindener Bischofs … am Selbstbehauptungswillen der von den Grafen von Schaumburg angeführten, zwischen Weser und Leine ansässigen kleineren Gewalten.“
In Koalition mit der Stadt Minden (das heißt durch Bestechung des eigentlich für den militärischen Schutz des Bistums zuständigen Voigts von Minden, Gerhard von Berg, der sich unter eklatanter Verletzung seiner Dienstpflichten gegen den eigenen Dienstherren wandte) wurde Ludolf I. gezwungen, den Status quo zu akzeptieren. Otto II. versuchte vertragswidrig, Teile des über die Leine hinausreichenden Gebiets der Grafschaft Roden und Wunstorf zu vereinnahmen. Daraufhin ließ Ludolf I. den Vertrag mit Otto II. ruhen und verständigte sich seinerseits mit Graf Johann I. von Roden und Wunstorf. Bereits zwischen 1300 und 1303 setzte Ludolf I. Graf Johann I. wieder in seine alten Rechte ein, seinerseits in klarem Widerspruch zu seinem Vertrag mit dem Herzog von Braunschweig.
Dies geschah allerdings weniger aus politischer Schwäche, wie manche Historiker vermuten, denn aus dynastischer Rücksichtnahme und Kalkül. Während der Friedensverhandlungen hatten sich Ludolf I., Herzog Otto II. und Graf Johann I. nicht nur über den Friedensvertrag, sondern Ludolf I. in einer Geheimvereinbarung auch auf die Heirat zwischen Graf Johann II., dem Sohn Johann I., und Ludolfs I. Nichte, Walpurgis II. von Rosdorf, verständigt. Nach vollzogener Hochzeit im Jahr 1300 machte Ludolf I. den für die Grafen von Roden und Wunstorf vernichtenden Friedensvertrag weitgehend rückgängig, auch wenn er dadurch die anhaltende Feindschaft Herzog Otto II. von Braunschweig auf sich und das Bistum Minden zog.
Die Sicherung des Gebietes von Burg, Stadt und Kloster Wunstorf sowie seine dynastischen Erwägungen kosteten Ludolf I. schließlich die Gerichtsbarkeit über die Stadt, da der Stadtrat ihn und den nun mit ihm verbündeten Grafen Johann I. zwang, der Stadt am 1. Mai 1303 das Wichgrafenamt und damit die eigene Gerichtsbarkeit in Selbstverwaltung zu überlassen. Auch beim Kampf um das Gogericht zu Bogenstelle mit den Grafen von Hoya zog Ludolf I. 1303 den Kürzeren.
Verbittert und von den zahlreichen Kriegen sowie den internen Intrigen innerhalb des Bistums und des Stifts Minden zermürbt, starb Ludolf I. von Rosdorf im Frühjahr 1304. Sein Nachfolger im Amt, Gottfried von Waldeck, sein Großneffe (Ludolfs Schwester Jutta I. von Rosdorf war mit Albrecht I. von Schwalenberg, Onkel von Gottfrieds Vater verheiratet; Adolf I. von Schwalenberg war der Graf von Schwalenberg und Waldeck, Vater von Heinrich III. von Waldeck sowie Großvater von Gottfried), trug der veränderten politischen Situation im Bistum Rechnung, indem er mit dem Bau einer neuen bischöflichen Residenz (1305/06) in Petershagen begann.